# Cour suprême du Sénégal
Pour les articles homonymes, voir Cour suprême.
La Cour suprême du Sénégal est la plus haute instance du pouvoir judiciaire au Sénégal.
Supprimée en 1992, elle a été rétablie par une loi organique du 8 août 2008 qui réunit la Cour de cassation et le Conseil d'État ; en même temps qu'a été créé le Conseil constitutionnel du Sénégal. Elle est organisée actuellement sur la base de la loi organique 2017-09 du 17 janvier 2017 modifiée par la loi 2022-06 du 23 mai 2022, qui remplace et abroge la loi de 2008. 
Elle a été officiellement installée à Dakar le 19 novembre 2008 par Abdoulaye Wade, Président de la République.